# Jennifer Jackson (Model)
Jennifer Jackson (* 6. Februar 1945 in Chicago, Illinois) ist ein ehemaliges amerikanisches Model. Sie posierte als erstes afroamerikanisches Playmate für den Playboy.

## Leben
Jackson stammt aus der South Side von Chicago und hat eine Zwillingsschwester namens Janis. Um ihr Studium am Teacher’s College in Chicago zu finanzieren, nahm sie einen Job als Playboy Bunny im Playboy Club of Chicago an, ebenso wie ihre Zwillingsschwester.  In der August 1964 Ausgabe des Playboys posierte sie für einen Artikel mit dem Titel The bunnies of Chicago. Im Alter von 20 Jahren ließ sie sich von Pompeo Posar fotografieren und erschien in der März-Ausgabe 1965 des Playboy als erstes afroamerikanisches Playmate.  Die Ausgabe löste ein geteiltes Echo bei der Playboy-Leserschaft aus, mit teils rassistischen Kommentaren. So begrüßte ein Leser die Entscheidung und pries die Schönheit von Jackson, während ein anderer Leser schrieb, dass er den Ausklapper in der März-Ausgabe nicht braucht, „weil es jetzt zu viele Nigger an dieser Universität gibt“.